# 李文珊 (政治人物)
李文珊（1928年8月—2014年2月20日），曾用名李存科、李恒立，笔名杨柳枝、石灵、辛继哲、石亦灵等，河北省武安县人，中华人民共和国记者、政治人物。
早年供职于河北省武安县教育科，担任《太行新华日报》、《山西日报》和《西藏日报》记者、编辑组长、记者站长、编辑部副主任及主任、副总编辑、总编辑、党委书记等，后升任中共西藏自治区党委宣传部副部长、部长等。1985年，担任中共西藏自治区委副书记。1986年2月任河北省委副书记，1988年4月任省委副书记兼省政协主席。1990年7月任政协河北省第六届委员会主席，1993年5月任政协河北省第七届委员会主席。2004年退休。2014年2月20日在石家庄逝世，享年86岁。
李文珊是中共十四大、十五大代表，第八届、九届全国政协委员。